# Zophos
Genre
Synonymes
- voir paragraphe #Synonymes

Zophos est un genre de mollusques gastéropodes terrestres néotropicaux de la famille des Haplotrematidae.

## Synonymes
- Moerchia E. von Martens, 1860[1]
- Selenites P. Fischer, 1878[1]

## Description

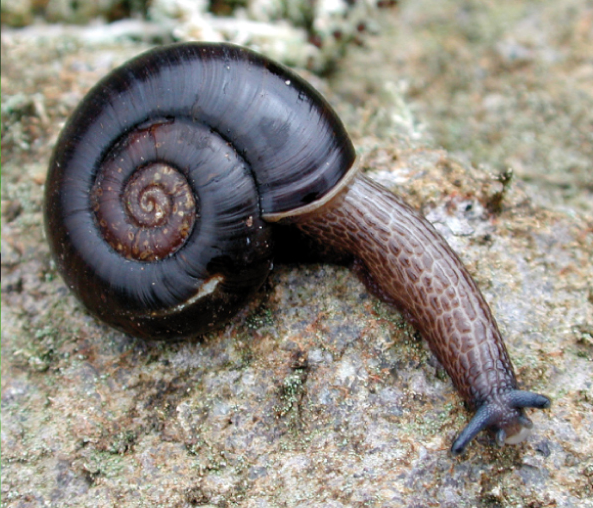
Spécimen de Zophos baudoni de la Dominique.

Au sein de la famille des Haplotrematidae, les espèces du genre Zophos se caractérisent par une radula dépourvue de dents centrales, des dents unicuspides apointées, une coquille sombre à sutures imprimées et à stries de croissance proéminentes.

## Liste des espèces
Trois espèces sont rattachées au genre Zophos :
- Zophos alticola (Baker, 1941)[3]
- Zophos baudoni (Petit de la Saussaye, 1853)[4]
- Zophos concolor (Férussac, 1821)[5]

## Distribution
Les espèces du genre Zophos sont caribéennes et se distribuent entre les îles de Guadeloupe et de la Dominique, dans les Petites Antilles, pour Zophos baudoni, et Porto Rico pour Zophos concolor et Zophos alticola.

## Étymologie
Le genre Zophos, du grec ancien ζόφος, zóphos, « obscurité, ténèbres », fait référence à la teinte sombre de la coquille de l'espèce type, Zophos concolor.

## Publication originale
- (en) G. K. Gude, « Note on some preoccupied molluscan generic names and proposed new genera of the family Zonitidæ », Proceedings of the Malacological Society of London, Londres, Malacological Society of London et inconnu, vol. 9, no 4,‎ 1er mars 1911, p. 269-273 (ISSN 0025-1194, OCLC 1909246, DOI 10.1093/OXFORDJOURNALS.MOLLUS.A066347, lire en ligne).